# 안드레아스 프로메거
안드레아스 프로메거(독일어: Andreas Prommegger, 1980년 10월 11일~)는 오스트리아의 스노보드 선수로 주 종목은 평행대회전과 평행회전이다. 올림픽에 5회 출전했으며, 세계 선수권 대회에서 금메달 2개를 획득했다.